# Christopher Dunkin
Pour les articles homonymes, voir Dunkin.
Christopher Dunkin, né le 25 septembre 1812 à Walworth et mort le 6 janvier 1881 à Knowlton, est un éditeur, avocat, professeur, juge et homme politique canadien.

## Biographie

### Jeunesse et études
Né à Walworth (Londres) en Angleterre, Christopher Dunkin est le fils de Summerhays Dunkin et de Martha Hemming. Il fait des études à l'Université de Londres, l'Université de Glasgow et l'Université Harvard. Après son apprentissage du droit à Montréal, il est admis au Barreau en 1846.

### Politique
Il est élu pour la première fois à l'Assemblée législative de la province du Canada en 1857 dans le district Drummond-Arthabaska. Il représente par la suite Brome de 1862 jusqu'à la Confédération canadienne en 1867. Élu par acclamation député conservateur dans le district de Brome la même année, il siègera également dans le district provincial de 1867 à 1871.

### Juge
En 1871, il est nommé à la Cour supérieure du Québec comme juge puîné.
Il meurt le 6 janvier 1881 à Knowlton (Québec) à l'âge de 68 ans.